# Kahriz-e Kur Bolagh
Kahriz e-Kur Bolagh (în persană كهريزكوربلاغ, romanizat și ca Kahrīz-e Kūr Bolāgh; cunoscut și sub numele de Kahrīz-e Kūrbolāghī) este un sat din districtul rural Baladarband, în districtul central al Shahrestānului Kermanshah, provincia Kermanshah, Iran. La recensământul din 2006, populația sa era de 78 de locuitori, în 21 de familii.